# Coppa Italia 1992/93
Die Coppa Italia 1992/93, den Fußball-Pokalwettbewerb für Vereinsmannschaften in Italien der Saison 1992/93, gewann Torino Calcio. Torino traf im Finale auf den AS Rom und konnte die Coppa Italia zum fünften und bis heute letzten Mal gewinnen. Mit 3:0 und 2:5 setzte sich Torino Calcio mithilfe der Auswärtstorregel gegen die Roma durch. Man wurde Nachfolger vom AC Parma, das in diesem Jahr bereits im Viertelfinale ausschied.
Als italienischer Pokalsieger nahm Torino Calcio in der nächsten Saison am Europapokal der Pokalsieger teil.

## 1. Runde
|                       | Ergebnis        |                      |
| --------------------- | --------------- | -------------------- |
| Ternana Calcio        | 1:1 (5:3 i. E.) | FC Piacenza          |
| Sambenedettese Calcio | 0:1             | Cagliari Calcio      |
| US Avellino           | 0:0 (2:4 i. E.) | AC Reggiana          |
| SPAL Ferrara          | 0:1             | SC Pisa              |
| AC Perugia            | 2:0             | US Cremonese         |
| AS Taranto            | 2:1             | AS Lucchese Libertas |
| Vicenza Calcio        | 0:4             | Hellas Verona        |
| US Casertana          | 0:1             | FC Modena            |
| AC Monza Brianza      | 1:0 n. V.       | FC Bologna           |
| FC Empoli             | 1:2             | AS Bari              |
| FC Messina            | 0:2             | AC Cesena            |
| FC Como               | 1:2             | Ascoli Calcio        |
| AC Venedig            | 2:0             | Cosenza Calcio       |
| US Palermo            | 2:2 (6:7 i. E.) | US Lecce             |
| CFC Genua             | 2:0             | FC Giarre            |
| Fidelis Andria        | 3:0             | Calcio Padova        |

## 2. Runde
|                  | Gesamt    |                | Hinspiel | Rückspiel |
| ---------------- | --------- | -------------- | -------- | --------- |
| AC Mailand       | 10:20     | Ternana Calcio | 4:0      | 6:2       |
| Cagliari Calcio  | 6:4       | Udinese Calcio | 2:0      | 4:4       |
| AC Reggiana      | 5:8       | Inter Mailand  | 3:4      | 2:4       |
| US Foggia        | 3:2       | SC Pisa        | 1:0      | 2:2       |
| AC Florenz       | 4:1       | AC Perugia     | 1:0      | 3:1       |
| AS Rom           | 7:2       | AS Taranto     | 4:1      | 3:1       |
| Brescia Calcio   | 3:4       | Hellas Verona  | 2:3      | 1:1       |
| SSC Neapel       | 6:0       | FC Modena      | 3:0      | 3:0       |
| AC Monza Brianza | 2:4       | Torino Calcio  | 2:3      | 0:1       |
| AS Bari          | 6:5       | Pescara Calcio | 3:2      | 3:3       |
| Sampdoria Genua  | (a)2:2(a) | AC Cesena      | 2:1      | 0:1       |
| Ascoli Calcio    | 0:5       | Lazio Rom      | 0:4      | 0:1       |
| Atalanta Bergamo | 2:3       | AC Venedig     | 0:2      | 2:1 n. V. |
| AC Parma         | 1:0       | US Lecce       | 1:0      | 0:0       |
| Ancona Calcio    | 3:6       | CFC Genua      | 2:1      | 1:5       |
| Juventus Turin   | 5:1       | Fidelis Andria | 4:0      | 1:1       |

## Achtelfinale
|                | Gesamt |                 | Hinspiel | Rückspiel |
| -------------- | ------ | --------------- | -------- | --------- |
| AC Mailand     | 3:0    | Cagliari Calcio | 3:0      | 0:0       |
| US Foggia      | 0:2    | Inter Mailand   | 0:0      | 0:2       |
| AS Rom         | 5:3    | AC Florenz      | 4:2      | 1:1       |
| SSC Neapel     | 7:1    | Hellas Verona   | 2:1      | 5:0       |
| AS Bari        | 1:2    | Torino Calcio   | 1:1      | 0:1       |
| AC Cesena      | 2:4    | Lazio Rom       | 1:1      | 1:3       |
| AC Parma       | 2:1    | AC Venedig      | 1:0      | 1:1       |
| Juventus Turin | 5:3    | CFC Genua       | 1:0      | 4:3       |

## Viertelfinale
|                | Gesamt |               | Hinspiel | Rückspiel |
| -------------- | ------ | ------------- | -------- | --------- |
| AC Mailand     | 3:0    | Inter Mailand | 0:0      | 3:0       |
| SSC Neapel     | 0:2    | AS Rom        | 0:0      | 0:2       |
| Lazio Rom      | 4:5    | Torino Calcio | 2:2      | 2:3       |
| Juventus Turin | 3:2    | AC Parma      | 2:1      | 1:1       |

## Halbfinale
|               | Gesamt    |                | Hinspiel | Rückspiel |
| ------------- | --------- | -------------- | -------- | --------- |
| AS Rom        | 2:1       | AC Mailand     | 2:0      | 0:1       |
| Torino Calcio | (a)3:3(a) | Juventus Turin | 1:1      | 2:2       |

## Finale

### Hinspiel
| Torino Calcio                              | Torino Calcio | AS Rom | AS Rom |
| ------------------------------------------ | --- | --- | ------ |
| Torino Calcio                              | \| Finale \| \| 12. Juni 1993 in Turin (Stadio delle Alpi) \| \| Ergebnis: 3:0 (1:0) \| \| Schiedsrichter: Angelo Amendolia \| | \| Finale \| \| 12. Juni 1993 in Turin (Stadio delle Alpi) \| \| Ergebnis: 3:0 (1:0) \| \| Schiedsrichter: Angelo Amendolia \| | AS Rom |
| Torino Calcio                              | Luca Marchegiani – Pasquale Bruno, Roberto Mussi, Daniele Fortunato, Enrico Annoni (46. Sandro Cois) – Luca Fusi, Gianluca Sordo (77. Raffaele Sergio), Giorgio Venturin, Enzo Scifo – Carlos Aguilera, Andrea Silenzi Cheftrainer: Emiliano Mondonico | Patrizio Fimiani – Luigi Garzya, Fabio Petruzzi (46. Roberto Muzzi), Walter Bonacina, Silvano Benedetti – Aldair (64. Antonio Comi), Siniša Mihajlović, Thomas Häßler – Giovanni Piacentini, Giuseppe Giannini, Ruggiero Rizzitelli Cheftrainer: Vujadin Boškov | AS Rom |
| Torino Calcio                              | 1:0 Silvano Benedetti (17., Eigentor) 2:0 Sandro Cois (53.) 3:0 Daniele Fortunato (78.) | | AS Rom |
| Finale                                     | | |        |
| 12. Juni 1993 in Turin (Stadio delle Alpi) | | |        |
| Ergebnis: 3:0 (1:0)                        | | |        |
| Schiedsrichter: Angelo Amendolia           | | |        |

### Rückspiel
| AS Rom                                 | AS Rom | Torino Calcio | Torino Calcio |
| -------------------------------------- | --- | --- | ------------- |
| AS Rom                                 | \| Finale \| \| 19. Juni 1993 in Rom (Stadio Olimpico) \| \| Ergebnis: 5:2 (1:1) \| \| Schiedsrichter: Giuseppe Sguizzato \| | \| Finale \| \| 19. Juni 1993 in Rom (Stadio Olimpico) \| \| Ergebnis: 5:2 (1:1) \| \| Schiedsrichter: Giuseppe Sguizzato \| | Torino Calcio |
| AS Rom                                 | Patrizio Fimiani – Luigi Garzya, Giovanni Piacentini (90. Fausto Salsano), Walter Bonacina (89. Roberto Muzzi), Silvano Benedetti – Antonio Comi, Siniša Mihajlović, Thomas Häßler, Giuseppe Giannini – Andrea Carnevale, Ruggiero Rizzitelli Cheftrainer: Vujadin Boškov | Luca Marchegiani – Pasquale Bruno, Roberto Mussi, Daniele Fortunato, Sandro Cois – Luca Fusi (89. Giulio Falcone), Gianluca Sordo, Giorgio Venturin – Carlos Aguilera (77. Walter Casagrande), Enzo Scifo, Andrea Silenzi Cheftrainer: Emiliano Mondonico | Torino Calcio |
| AS Rom                                 | 1:0 Giuseppe Giannini (22., Elfmeter) 2:1 Ruggiero Rizzitelli (47.) 3:1 Giuseppe Giannini (49., Elfmeter) 4:2 Giuseppe Giannini (55., Elfmeter) 5:2 Siniša Mihajlović (65.)                                                                                               | 1:1 Andrea Silenzi (45.) 3:2 Andrea Silenzi (53.) | Torino Calcio |
| Finale                                 | | |               |
| 19. Juni 1993 in Rom (Stadio Olimpico) | | |               |
| Ergebnis: 5:2 (1:1)                    | | |               |
| Schiedsrichter: Giuseppe Sguizzato     | | |               |